# گورنگی بانگانی
گورنگی بانگانی (به صربی: Gornji Banjani) یک منطقهٔ مسکونی در صربستان است که در ناحیه موراویتسا واقع شده‌است. گورنگی بانگانی ۲۲۷ نفر جمعیت دارد.